# Анте Шарич
Анте Шарич (на хърватски: Ante Šarić) е хърватски шахматист, гросмайстор.

## Биография
Роден е на 6 април 1984 година в град Сплит, тогава в СФР Югославия, днес Хърватия.
През 2003 година спечелва хърватското първенство за момчета под деветнадесетгодишна възраст. През 2008 година спечелва сребърен медал от хърватското първенство по блиц шахмат. Редовен участник е в ежегодния международен турнир за национални отбори по шахмат „Митропа Къп“, където дебютира през 2004 година и не пропуска издание на турнира с изключение на надпреварата през 2011 година. От този турнир Шарич е носител на два златни медала на дъска (2004 и 2007) и пет отборни медали (2004, 2008 и 2009 — злато, 2005 — сребро, 2006 и 2012 — бронз).
Шарич става международен майстор през 2003 година и гросмайстор през 2007 година.

## Турнирни резултати
- 2006 – Бибине (първо място на международен гросмайсторски турнир с резултат 7 точки от 9 възможни)[4]
- 2006 – Риека (първо място на гросмайсторски турнир с резултат 6 точки от 9 възможни)[5]
- 2007 – Риека (първо място на турнира по блиц шахмат „Мемориал Петър Пеко“ с резултат 14 точки от 19 възможни.)[2]
- 2009 – Бошняци (трето място на „Оупън Бошняци“ с резултат 7 точки от 9 възможни, колкото имат победителят Миша Пап, вторият Анте Бъркич и четвъртият Марко Тратар)[6]
- 2010 – Бошняци (трето място на „Оупън Бошняци“ с резултат 7 точки от 9 възможни, колкото имат класираните зад него Миша Пап и Ивица Арманда)[7]
- 2010 – Бол (второ място на „Оупън Златни Рат“ с резултат 7 точки от 9 възможни, колкото има победителят Ненад Шулава)[8]
- 2012 – Пула (трето място на „Оупън Пула“ с резултат 7 точки от 9 възможни)[9]
- 2012 – Сплит (второ място след тайбрек на „Сплит Оупън“ с резултат 7,5 точки от 9 възможни, колкото има победителят Боян Кураица)[10]